# Γ-Hydroxymáselná kyselina
γ-Hydroxymáselná kyselina (γ-hydroxybutyrát, zkráceně GHB, sůl se také označuje jako oxybát nebo oxybutyrát) je bezbarvá hydroxykyselina bez zápachu a slané chuti, která se přirozeně vyskytuje v lidském těle. Mimoto se uměle vyrábí v malém množství jako lék pro pacienty trpící narkolepsií. Užívá se také jako omamná látka, která má nebezpečné vedlejší účinky.

## Funkce v těle
γ-Hydroxybutyrát vzniká v některých částech mozku, obvykle přeměnou známější gama-aminomáselné kyseliny (GABA). GHB je významný neuromodulátor či neuropřenašeč, který zvyšuje či snižuje aktivitu nervových buněk ve svém okolí. Je v mozku ve velmi nízkých koncentracích a chová se odlišně, než je-li podán jako lék či droga. Za běžných koncentrací se totiž vůbec neváže na GABAB receptory. Váže se však zřejmě na GHB receptory (z rodiny GPCR receptorů) a nepřímo ovlivňuje GABAergní, dopaminergní a opioidní systémy v mozku.
Posmrtně se také přirozeně vyskytuje v očním sklivci, proto jsou nutné testy, zda byla droga podána nebo vznikla přirozeně.

## Omamné účinky
Když byla GHB objevena, zdála se být ideálním celkovým anestetikem, které vyvolává hluboký spánek a vymazává veškeré vzpomínky na operaci. Problém však byl s řadou vedlejších účinků – látka má nebezpečný vliv na dýchání i na srdeční činnost. Dnes se používá jen k léčbě narkolepsie. Na černém trhu si však oblíbily GHB tři skupiny uživatelů: sportovci usilující o zvýšení svalové hmoty, mladí lidé z klubové scény, kteří hledají nové drogy, a sexuální násilníci, kteří se snaží uspat své oběti. Po zákazu GHB se část těchto osob přeorientovala na velmi podobný γ-butyrolakton. GHB se podává orálně (konzumací ústy), distribuuje se buď jako rozpustný prášek nebo přímo jako kapalina.
Účinky, trvající asi 3–6 hodin od podání, jsou silně závislé na dávce. V malých množstvích dochází ke stavu podobnému prvním fázím opilosti – příjemné pocity, družnost, někdy také zintenzivnění smyslů. Vyšší dávky vedou k agresivnímu, zmatenému a nesoudnému jednání; může však dojít i k srdeční či dechové nedostatečnosti, dostavuje se extrémní únava a nevolnost. Většina osob, které zažily a přežily předávkování, si na události během stavu opojení vůbec nevzpomínají. Vznik fyzické závislosti ani růst tolerance nebyl dosud prokázán, přesto existuje riziko závislosti psychické provázené nepříjemným abstinenčním syndromem. Odvykací kúra s sebou nese řadu velmi nepříjemných průvodních symptomů.